# JPOX
JPOXは、Java Data Objects (JOD) 1.0, 2.0, 2.1 とJPA1に準拠したオープンソース実装であり、Javaオブジェクトの透過的永続性を実現する。Java Persistent Objects の意。主なRDBMSの永続性機構として働き、主要なオブジェクト関係マッピング (ORM) パターンをサポートしている。JDOQL または SQL を使ってクエリを発行でき、独自のバイトコード・エンハンサが付属している。
JPOX 1.0 は JDO 1 仕様を実装し、JDO 1 TCK（テクノロジ互換キット）にパスする。JPOX 1.1 では JDO 2 仕様を実装して機能拡張しており、JDO 2 TCK にパスする。また、JPOX 1.1 は JDO 2 リファレンス実装でもある。JPOX 1.2 は JDO 2.1 と JPA 1 仕様を実装しており、db4o（オブジェクトデータベース）向け永続性機構もサポートしている。JPOX 1.1 以降は OSGi の技術を使っている。
JPOX は Apache 2 ライセンスでリリースされている。